# Mentor (Toreut)
Mentor (altgriechisch Μέντωρ Méntōr) war ein antiker griechischer Toreut, der wahrscheinlich in der ersten Hälfte des 4. Jahrhunderts v. Chr. wirkte und vor allem bei den Römern für seine Silbergefäße berühmt und hoch geschätzt war.
Mentor ist heute nicht mehr mit überlieferten Werken, sondern einzig aus literarischen Schriftquellen bekannt. In der griechischen Literatur kommt er nur einmal bei Lukian vor, der ein Gefäß mit der Bezeichnung altgriechisch Μεντορουργής erwähnt. Sonst ist er in erster Linie aus römischen Quellen bekannt, wo zum Teil sich widersprechende Angaben gemacht wurden. Angeblich hatte er vier Silbergefäß-Paare angefertigt, die beide laut Plinius schon in der Antike bei Tempelbränden vernichtet wurden: zum einen beim Brand des Artemision von Ephesos im Jahr 356 v. Chr., zum anderen beim Brand des Kapitolinischen Tempels 83 v. Chr.
Diese Zahl der gefertigten Werke muss, so die weitere Überlieferung stimmt, jedoch angezweifelt werden, da noch weitere Stücke in der Literatur genannt werden. Darunter auch eine Silberstatuette, die später in den Besitz Varros gelangte, aber auch ein Paar silberner Skyphoi, die der Redner Lucius Licinius Crassus besessen hatte, die er aber aus Ehrfurcht vor deren Wert nie benutzt hatte. Crassus soll für seine Becher den enormen Preis von 100.000 Sesterzen bezahlt haben. Auch Cicero berichtet in seiner vierten Rede gegen Verres von einem Paar Becher, die Diodor von Milete besaß und die ihm Gaius Verres zu stehlen versuchte. Besonders häufig wird Mentor bei Martial erwähnt. Insbesondere preist er den finanziellen Wert der Stücke, aber auch wie lebensecht in einem Fall eine Eidechse gestaltet war. Für die Bedeutung des Mentor ist eine Stelle besonders wichtig, in der Martial die Kunstwerke aus Silber bedeutender Künstler in der Sammlung des Charinos aufzählt und Mentor in eine Reihe mit Myron, Praxiteles, Skopas und Phidias stellt. Mentor ist neben Gratius der einzige Nichtbildhauer der Aufzählung.
Es ist eher unwahrscheinlich, dass wirklich noch Stücke von Mentor im 1. Jahrhundert v. Chr. erhalten waren. Dennoch vergleicht auch Properz noch einen Becher des Mentor mit dem Akanthus-verzierten Becher des Mys. Nach Properz war Mentor besser in der Darstellung einer Geschichte (Gegenstände), Mys bei der Darstellung der Ornamente (feine Ausführung). Auch Plinius stellt ihn in seiner Naturalis historia (Naturgeschichte) auf eine Ebene mit Akragas, Mys und Boethos.